# Manchete
Manchete était un magazine brésilien publié chaque semaine de 1952 à 2000 par Bloch Editores et relancé plus tard sous différents propriétaires de manière sporadique, sa dernière édition ayant été publiée en 2007. 

## Histoire
Créé par Adolpho Bloch, le nom du magazine a ensuite été attribué à la chaîne de télévision aujourd'hui disparue, Rede Manchete.
Comme d'autres titres de Bloch Editores, il a été racheté par l'homme d'affaires Marcos Dvoskin et relancé en 2002 par Editora Manchete . Cependant, il n'est plus publié chaque semaine, mais uniquement dans des éditions spéciales sans périodicité fixe, telles que les éditions spéciales Carnaval.
Manchete est paru en avril 1952 et était considéré comme le deuxième plus grand magazine brésilien de l'époque, derrière O Cruzeiro (pt). De conception moderne, le magazine s'inspirait du Paris Match illustré et utilisait le photojournalisme comme principale forme de langage. À son apogée, l'équipe de journalistes et de collaborateurs comprenait des noms tels que Carlos Drummond de Andrade, Rubem Braga, Manuel Bandeira, Paulo Mendes Campos, Fernando Sabino, David Nasser, Nelson Rodrigues et Irineu Guimarães entre autres. Le photographe et caméraman français Jean Manzon (pt) a réalisé les principales images du magazine.
Manchete a connu un succès rapide et est devenu en quelques semaines l'hebdomadaire national le plus vendu du pays, supplantant le célèbre et jusqu'alors hégémonique O Cruzeiro. En 2000, avec la faillite de Bloch Editores,  le magazine a cessé de circuler et a été relancé plus tard sous différents propriétaires de manière sporadique, sa dernière édition ayant été publiée en 2007.
Rede Manchete a diffusé des publicités du magazine Manchete depuis sa création, le 5 juin 1983. Après la faillite de la station, le 10 mai 1999, les publicités du magazine ont commencé à être diffusées sur CNT et Rede Bandeirantes. Les chaînes du Paraná et de São Paulo ont diffusé des publicités pour le magazine Manchete, de juin 1999 à juillet 2000, date à laquelle le dernier numéro de Manchete a été publié et où les sociétés Bloch ont cessé d'exister.
La collection de la bibliothèque de l'ECA/USP comprend des exemplaires de 1952 à 1999. Le 16 janvier 2019, la Bibliothèque nationale du Brésil a mis à disposition l'ensemble de la collection dans sa bibliothèque de journaux numérique.